# Mysidia fuscofrontalis
Mysidia fuscofrontalis är en insektsart som beskrevs av Broomfield 1985. Mysidia fuscofrontalis ingår i släktet Mysidia och familjen Derbidae. Inga underarter finns listade i Catalogue of Life.